# De ce eu?
De ce eu? (en català: Per què jo?) és una pel·lícula dramàtica romanesa del 2015 dirigida per Tudor Giurgiu. Es va projectar a la secció Panorama del 65è Festival Internacional de Cinema de Berlín. És una pel·lícula de ficció inspirada en l'experiència professional de l'advocat Cristian Panait.

## Repartiment
- Emilian Oprea com a Cristian Panduru
- Mihai Constantin com a Codrea
- Andreea Vasile com a Dora
- Dan Condurache com Iustin Petrut
- Liviu Pintileasa com a Ionut
- Mihai Smarandache com a Serban
- Alin Florea com Bogdan Leca